# Guty (powiat sokołowski)
Guty – wieś w Polsce położona w województwie mazowieckim, w powiecie sokołowskim, w gminie Kosów Lacki. Ma status sołectwa.
| SIMC    | Nazwa         | Rodzaj    |
| ------- | ------------- | --------- |
| 0676022 | Bolkowizna    | część wsi |
| 0676039 | Guty-Marianka | część wsi |
| 0676045 | Sarajewo      | część wsi |
| 0676051 | Wycinka       | część wsi |
| 0676068 | Zakolejki     | część wsi |

W latach 1954–1972 wieś należała i była siedzibą władz gromady Guty. W latach 1975–1998 miejscowość należała administracyjnie do województwa siedleckiego.
Wierni wyznania rzymskokatolickiego zamieszkali w miejscowości należą do parafii Kosów Lacki.

## Zabytki
Kapliczka św. Rocha